# 徐雲瑞 (康熙進士)
徐雲瑞，浙江省紹興府上虞縣人，清朝政治人物、进士出身。

## 生平
康熙五十一年（1712年）壬辰科进士，選庶吉士，授翰林院编修。